# 黎侯镇
黎侯镇，是中华人民共和国山西省长治市黎城县下辖的一个乡镇级行政单位。

## 地名来历
黎城古为黎国，始于商朝。黎城命县，始于隋开皇十八年（598)。黎城这一名称，据《史记·周本记》载：文王“败耆国”。《正义》：耆，即黎国也。《路史·国名记）：“昔文王伐饥，本作阢，音祈，即耆黎也。”王引之《经义述闻》卷三十一：“古字黎与耆通。”由此可知，今之黎城，商代方国，为周文王所灭。武王又封为侯国，称黎侯国。2001年撤乡并镇，原城关镇、李庄乡、岩井乡，遂合并取名为“黎侯镇”。因古黎侯国而得名。

## 历史沿革
宋朝前，黎侯为来往官员及递送公文差人的暂住和息马之处，称白马驿镇。宋天圣三年（1025年），因县治迁至而改名城关镇。1958年成立人民公社时，曾与西仵、李庄、停河铺三乡合称五星人民公社。1961年分开。1984年5月，更名为城关镇。2000年撤乡并镇时，城关镇和岩井乡合并更名为黎侯镇，共设47个行政村。
2011年，城南村更名为晋福村。
2015年11月5日，撤销原城东社区、城北社区、龙凤社区、港口社区、公园社区。北坊村撤销，改设北坊社区与学府社区；东关村撤销，改设东关社区与广邯社区；南关村撤销，改设南关社区与北桥沟社区；城内村改设鼓楼社区；西关村改设西关社区；赵家山村撤销，改设赵家山社区与华府社区；仵桥村改设仵桥社区；西关村改设西关社区；新设庄园社区。
2017年12月19日，元南村撤销，并入仵桥社区。
2019年6月24日，榆树坪村、好地港村撤销，并入到东下庄村。
2019年12月18日，青南村撤销，并入到陈村；大八山村撤销，并入到董北村；城西村、孟家庄村撤销，并入到晋福村；上庄村撤销，并入到李庄村；坟峧村、洪峧河村撤销，并入到岩井村。
2021年4月1日，撤销庄园社区，原停河铺乡的靳家街村委会和七里店社区居委会划归黎侯镇管辖。黎侯镇的西洼、正川、坑东、坑南、坑西5个村委会划归西仵镇管辖。黎侯镇的岩井、东下庄、宋家庄、岩南4个村委会和董北村委会的大八山自然村划归程家山镇管辖。

## 行政区划
截至2021年，黎侯镇下辖12个社区及22个行政村：
七里店社区、鼓楼社区、东关社区、广邯社区、北坊社区、学府社区、仵桥社区、南关社区、北桥沟社区、西关社区、赵家山社区、华府社区、靳家街村、上桂花村、下桂花村、南桥沟村、东洼村、仁庄村、董北村、陈村、辛庄村、望北村、上村、下村、北泉寨村、李庄村、晋福村、港北村、古县村、乔家庄村、赛里村、南村、麦仓村和北桂花村。

## 文物保护单位
| 名称                          | 编号                 | 分类                        | 时代                 | 地址                 | 公布时间               | 图片                 |
| 全国重点文物保护单位          | 全国重点文物保护单位 | 全国重点文物保护单位        | 全国重点文物保护单位 | 全国重点文物保护单位 | 全国重点文物保护单位   | 全国重点文物保护单位 |
| ----------------------------- | -------------------- | --------------------------- | -------------------- | -------------------- | ---------------------- | -------------------- |
| 西周黎侯墓群                  | 7-0527               | 古墓葬                      | 西周至春秋           | 西关村塔坡水库       | 2013年3月5日           |                      |
| 黎城城隍庙                    | 7-0873               | 古建筑                      | 明至清               | 城中河下街口         | 1996年1月12日省保3-100 |                      |
| 山西省文物保护单位            |                      |                             |                      |                      |                        |                      |
| 上党战役指挥部旧址            | 5-166                | 近现代                      | 民国三十四年（1945） | 城内村正街           | 2016年6月6日           |                      |
| 黎城文庙大成殿                | 6-180                | 古建筑                      | 明                   | 大南街第三中学校园内 | 2021年8月4日           |                      |
| 望北三官庙                    | 6-184                | 古建筑                      | 元、清               | 望北村               | 2021年8月4日           |                      |
| 八路军129师整军会议乔家庄旧址 | 6-331                | 近现代重要史迹 及代表性建筑 | 1939年               | 乔家庄村             | 2021年8月4日           |                      |
| 黎城县文物保护单位            |                      |                             |                      |                      |                        |                      |
| 上桂花83号民居                |                      | 古建筑                      | 清                   | 黎侯镇上桂花村       | 2011年6月10日          |                      |
| 东关高氏民居                  |                      | 古建筑                      | 清                   | 黎侯镇东关村         | 2011年6月10日          |                      |
| 下桂花148号民居               |                      | 古建筑                      | 清                   | 黎侯镇下桂花村       | 2011年6月10日          |                      |
| 下桂花一号民居                |                      | 古建筑                      | 清                   | 黎侯镇下桂花村       | 2011年6月10日          |                      |
| 下桂花二号民居                |                      | 古建筑                      | 清                   | 黎侯镇下桂花村       | 2011年6月10日          |                      |
| 上桂花遗址                    |                      | 古遗址                      | 新石器时代           | 黎侯镇上桂花村       | 2011年6月10日          |                      |